# Les songes drolatiques de Pantagruel

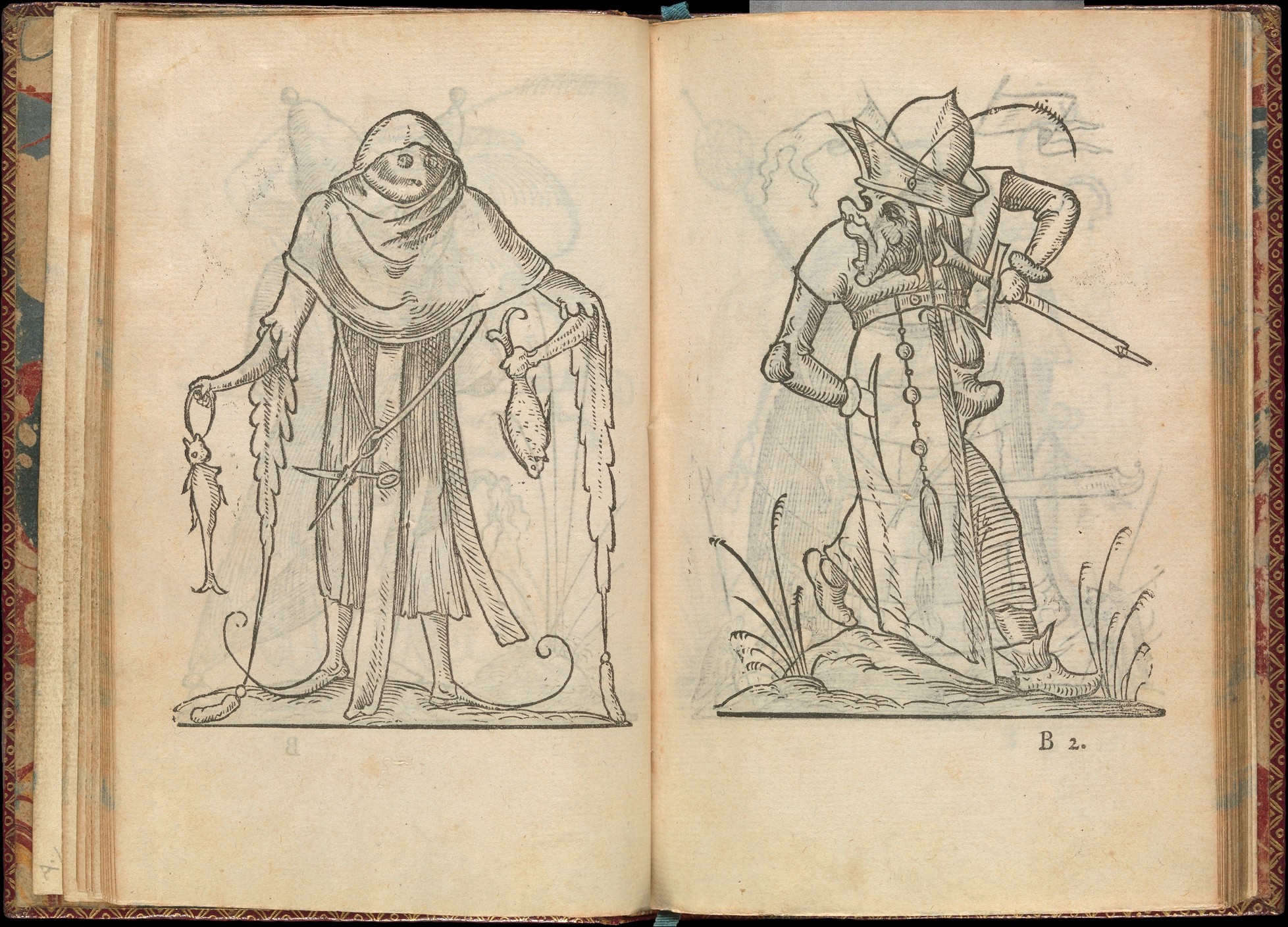
Una copia del libro

Les songes drolatiques de Pantagruel (in italiano: I sogni grotteschi di Pantagruel), conosciuto anche nel mondo anglofono con il nome improprio di The demon doodles (Gli schizzi del demonio), è un libro illustrato pubblicato per la prima volta nel 1565 dall'illustratore francese Richard Breton. 
La paternità dell'opera venne attribuita, dallo stesso Breton, a François Rabelais. Nonostante questo, non vi è alcuna prova tangibile che colleghi il libro al noto scrittore rinascimentale, pertanto l'autore delle illustrazioni rimane ancora oggi ignoto anche se sono generalmente attribuite all'incisore medievale François Desprez.

## Storia editoriale
Les songes drolatiques de Pantagruel venne pubblicato in Francia circa un decennio dopo la morte dello scrittore e umanista rinascimentale François Rabelais e a lui attribuite, senza alcuna prova a suo sostegno, proprio dal suo stesso editore, Richard Breton. Lo stesso titolo è un riferimento a una delle opere più note di Rabelais: Gargantua e Pantagruel.
Breton affermava, inoltre, che le illustrazioni fossero l'ultima vera opera di Rabelais prima della sua morte.

## Contenuto
L'albo è composto da 120 xilografie rappresentanti svariate creature umanoidi vestite con abiti dell'epoca. Lo stile ricorda molto quello di noti artisti come Pieter Bruegel il Vecchio e Hieronymus Bosch, nonostante questo il tratto distintivo dell'opera da questi ultimi due artisti si evidenzia nel fatto che il libro si concentra maggiormente sull'aspetto dei singoli personaggi piuttosto che sulle loro interazioni.
Fatta eccezione per la prefazione di Breton, non è presente alcun tipo di testo nell'intero libro, limitandosi esclusivamente a un disegno per pagina.

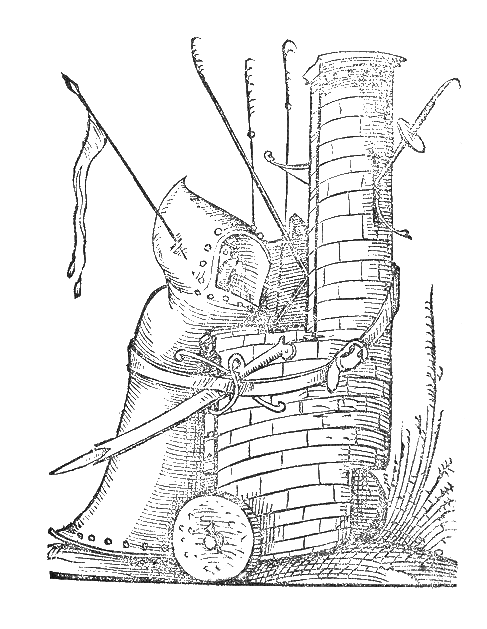
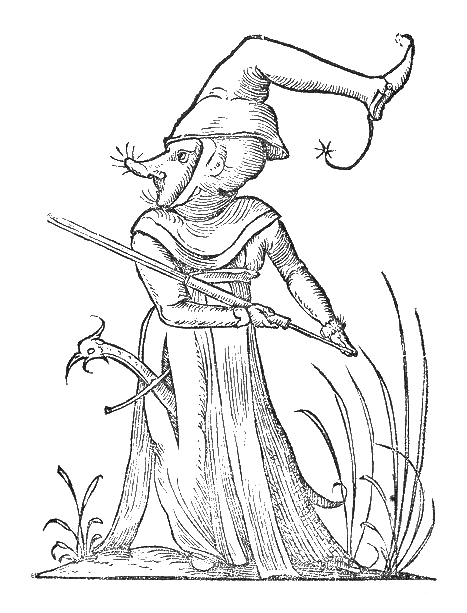
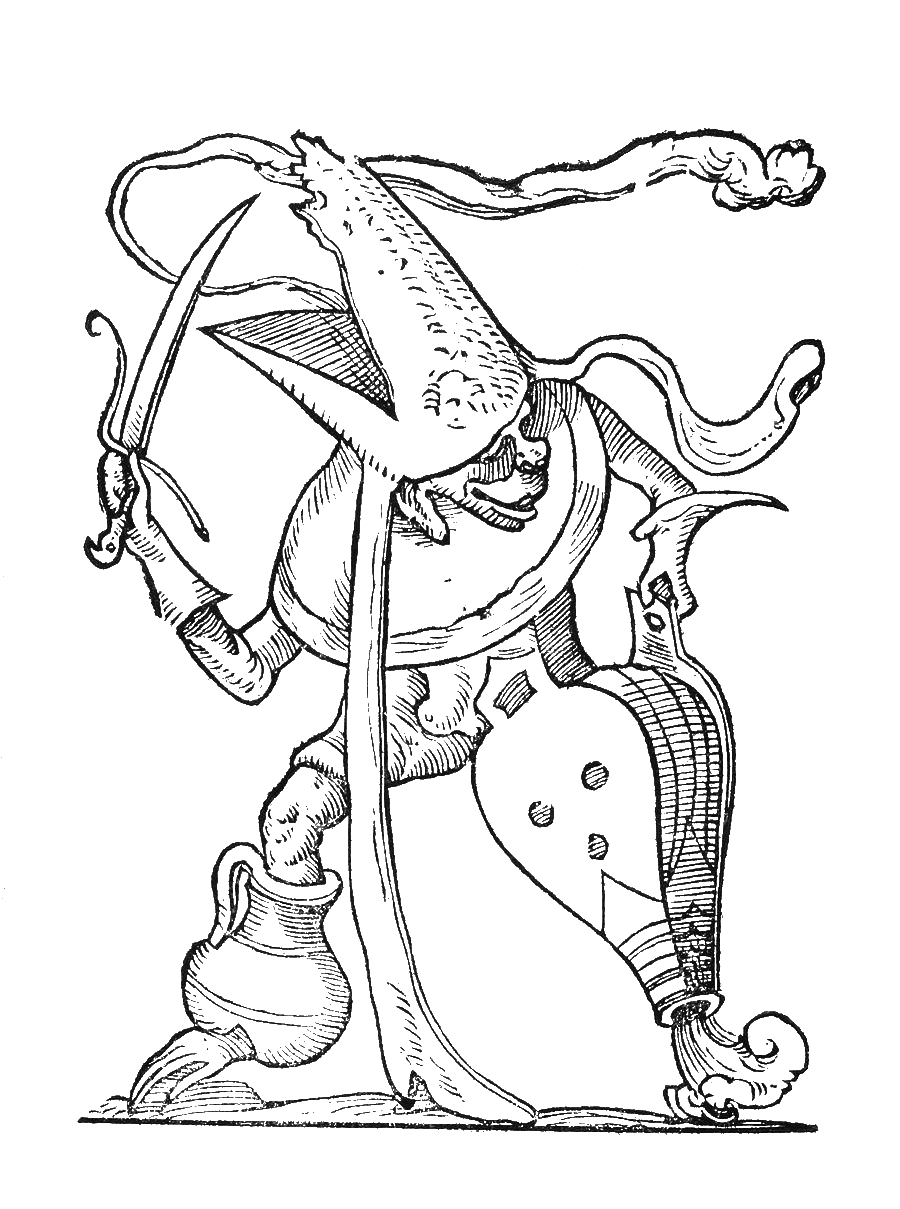
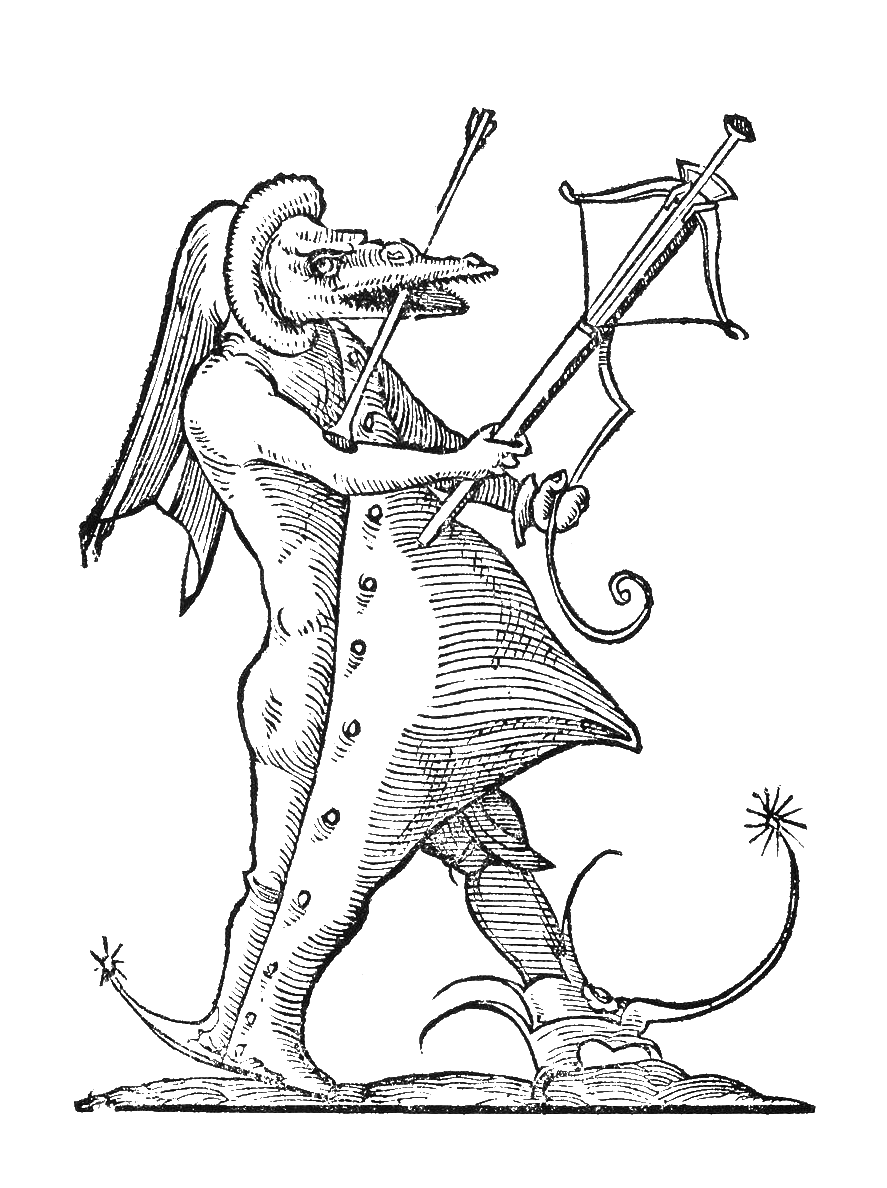
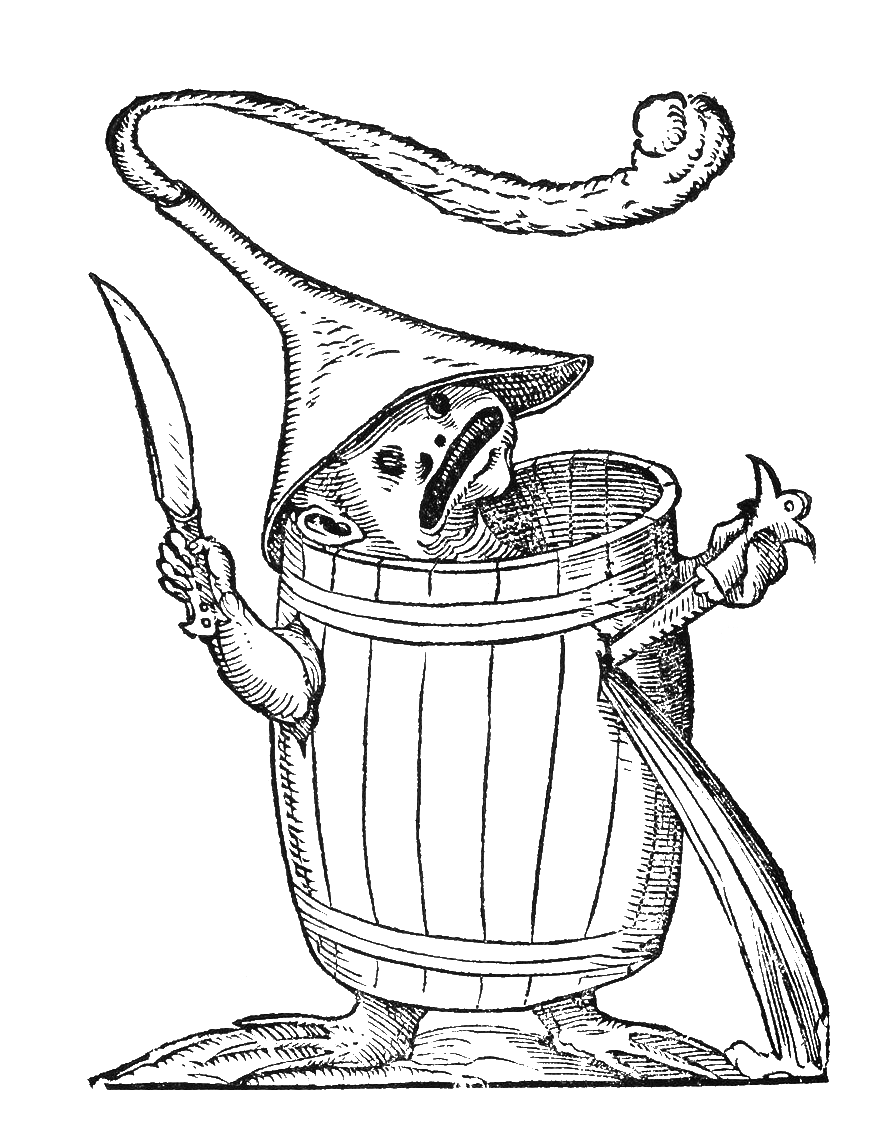
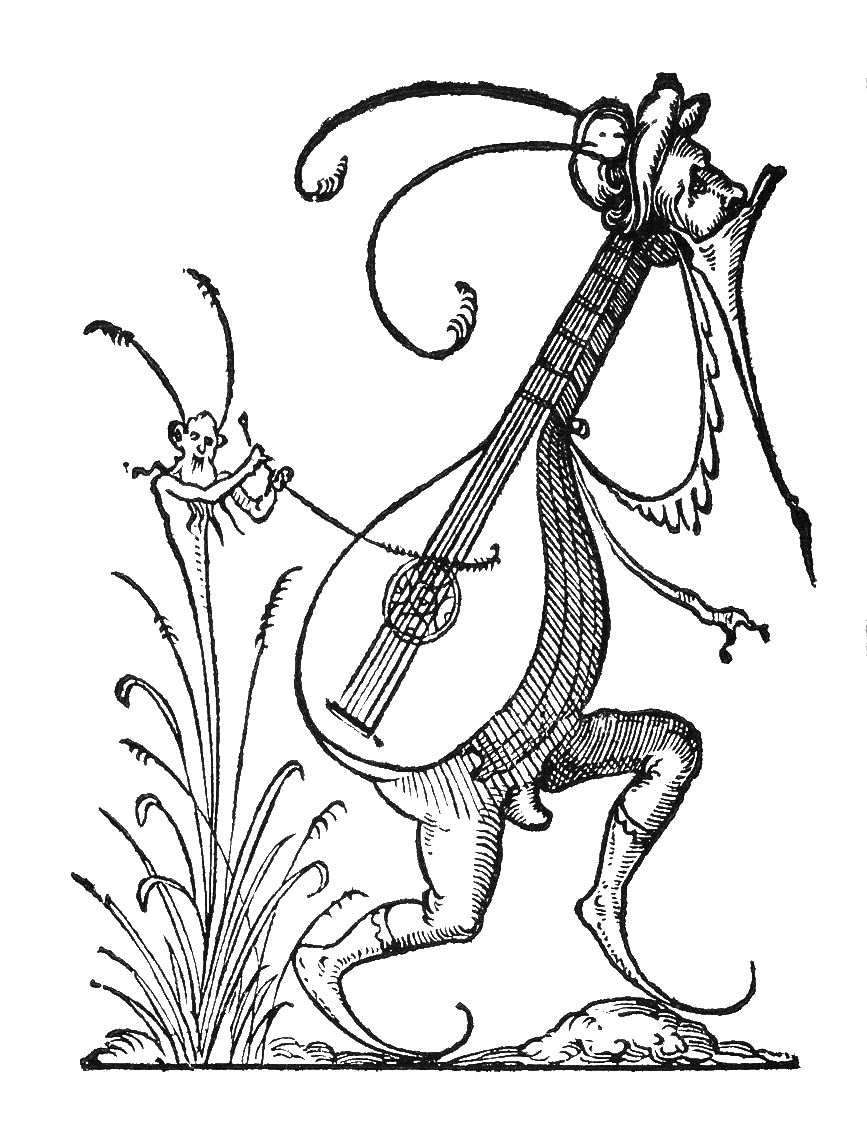
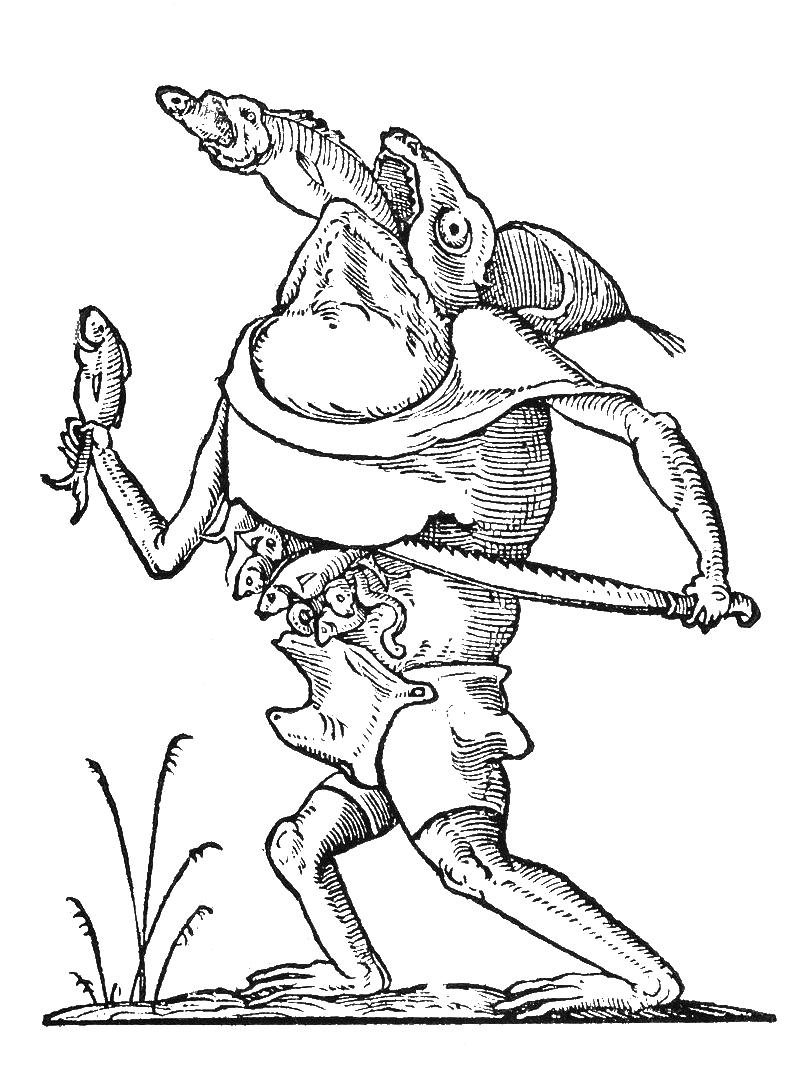
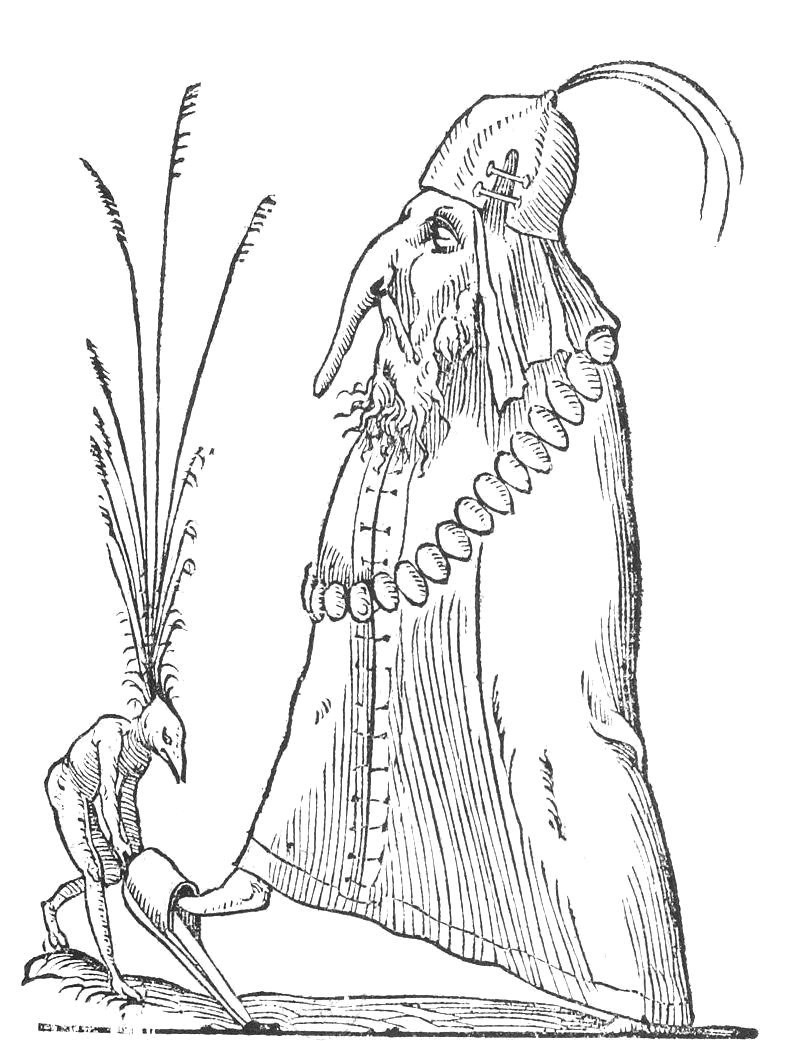
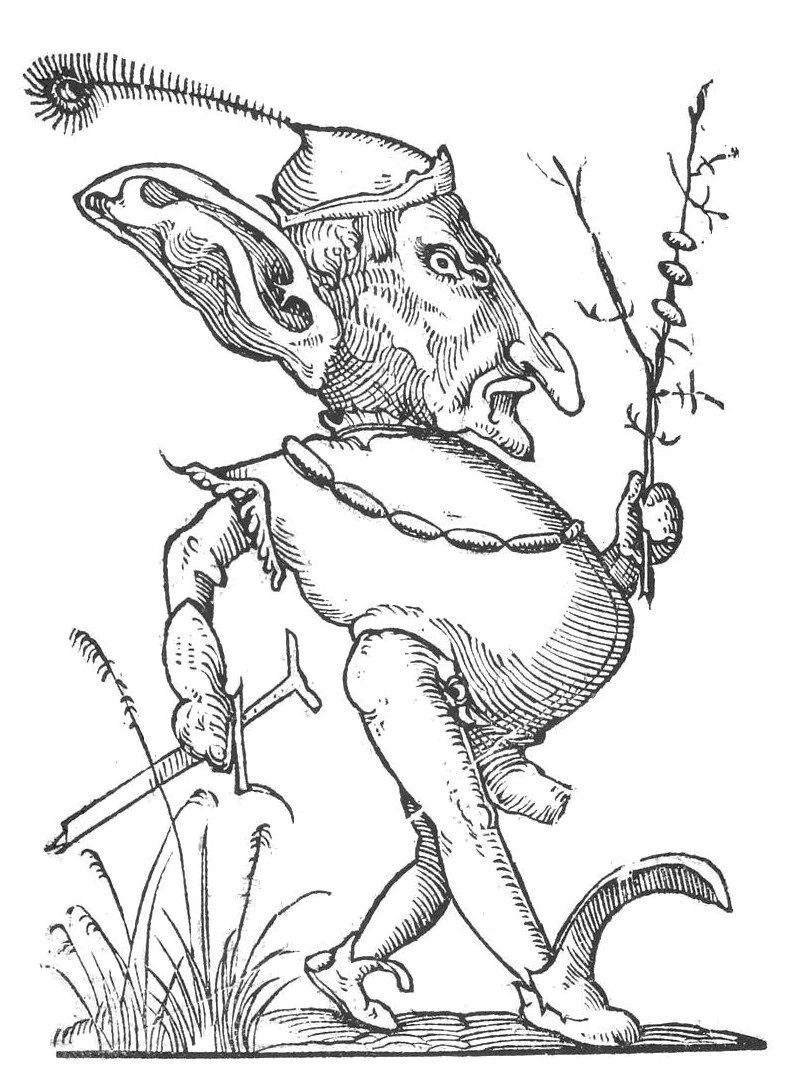

## Impatto culturale
Il libro introdusse le opere di Rabelais in Inghilterra e venne usato come ispirazione in svariate opere teatrali Masque. Il poeta Edward Dyer citò Les songes drolatiques de Pantagruel nella sua opera The prayse of nothing e il drammaturgo Ben Jonson ne scrisse la prima opera teatrale.
Le litografie ispirarono anche Salvador Dalì che realizzò 23 litografie su carta giapponese ispirate proprio ai disegni presenti nel libro.